# 110
110 (CX, na numeração romana) foi um ano comum do século II do Calendário Juliano, da Era de Cristo,  e a sua letra dominical foi F (52 semanas), teve início a uma terça-feira e terminou também a uma terça-feira.
| Ano completo                       |
| ---------------------------------- |
| Ano comum com início à terça-feira |

## Eventos

### Por local

#### Império Romano
- O Império Romano possui mais de 75 000 km de estradas.
- Tácito é nomeado procônsul da província da Ásia (110–113).

### Artes e ciências
- Suetónio publica De viris illustribus.

## Nascimentos
- Hegésipo, cronista cristão (m. 180).[1]